# フランク・アツ
フランク・アツ（Edem Komlan Franck Atsou、1978年8月1日 - ）は、トーゴの元サッカー選手。元トーゴ代表。ポジションはディフェンダー。

## 来歴
1999年6月にトーゴ代表デビュー。アフリカネイションズカップ2000では2試合に出場した。2003年3月以降、代表での試合出場は無かったが、2006 FIFAワールドカップのメンバーにも選ばれた。2008年までに11試合に出場した。

## 代表歴

### 出場大会
- トーゴ代表
  - 2006 FIFAワールドカップ

### 試合数
- 国際Aマッチ 11試合 0得点（1999年-2008年）[1]

| トーゴ代表 | 国際Aマッチ | 国際Aマッチ |
| 年         | 出場        | 得点        |
| ---------- | ----------- | ----------- |
| 1999       | 1           | 0           |
| 2000       | 4           | 0           |
| 2001       | 1           | 0           |
| 2002       | 1           | 0           |
| 2003       | 1           | 0           |
| 2004       | 0           | 0           |
| 2005       | 0           | 0           |
| 2006       | 0           | 0           |
| 2007       | 2           | 0           |
| 2008       | 1           | 0           |
| 通算       | 11          | 0           |